# Holm (efternavn)
 For alternative betydninger, se Holm. (Se også artikler, som begynder med Holm)
Holm, er et temmelig almindeligt efter- og mellemnavn i Danmark. Den 1. januar 2008 var det 15.386 danskere med efternavnet Holm.
Holm er også almindeligt i de øvrige skandinaviske lande Sverige og Norge.

## Kendte danskere med navnet
Denne liste er ufuldstændig; hjælp gerne med at udfylde den.
- Astrid Holm (1893-1961) - dansk skuepiller
- Astrid Valborg Holm (1876–1937) – dansk maler
- Brian Holm (født 1962) - dansk cykelrytter
- Christian Holm, flere personer
- Christian Frederik Holm, flere personer
- Dorthe Holm (født 1972) - dansk curlingspiller
- Edvard Holm (1833-1915) – dansk historiker (Peter Edvard Holm)
- Frederik Holm (1796-1879) – dansk departementschef (Christian Frederik Holm)
- Emil Holm, flere personer
- Gunnar Holm - dansk badmintonspillere
- Hans Holm – dansk forfatter
- Hans J. Holm (1835-1916) – dansk arkitekt (Hans Jørgen Holm)
- H.G.F. Holm (Fattigholm) (1803-1861) – dansk maler og tegner (Heinrich Gustav Ferdinand Holm)
- Just Holm – dansk maler
- Kai Emil Holm – dansk skuepiller
- Kjeld Holm - biskop over Århus Stift
- Ludvig Holm – dansk violinist
- Mogens Winkel Holm – dansk komponist
- Peder/Peter Holm, flere personer
- Peter Christian Holm (1807-1864) – dansk søofficer
- Poul Holm - dansk badmintonspillere
- Rikke Holm (født 1972) - dansk fodboldspillere
- Søren Holm (1901−1971) - dansk teolog
- Uffe Holm – dansk komiker
- Valsø Holm – dansk skuespiller
- Villads Holm (1829-1901) – dansk politiker (Villads Nielsen Holm)